# Ludwig Nohl

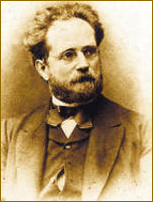
Ludwig Nohl.

Karl Friedrich Ludwig Nohl, född den 5 december 1831 i Iserlohn, död den 15 december 1885 i Heidelberg, var en tysk musikvetare.
Nohl var professor vid universitetet i München 1865–1868 och från 1880 vid universitetet i Heidelberg. Bland hans många skrifter märks Beethovens Leben (2:a upplagan 3 band 1909–1913), W. A. Mozarts Leben (2:a upplagan 1877) och Das moderne Musikdrama (1884). Nohl utgav även brev från Mozart och Beethoven.